# Tamenaga Shunsui
Tamenaga Shunsui (為永 春水), de son vrai nom Sasaki Sadataka (佐々木 貞高), Echizenʻya Chōjirō; 1790 - 11 février 1844) est un écrivain japonais.
Tamenaga est le premier représentant du genre ninjōbon (人情本), histoires d'amour bourgeoises considérées comme les précurseurs du roman japonais moderne. Après un premier ouvrage Akegarasu nochi no masayume (1821-24), qu'il écrit avec son frère Ryūtei Rijō, Tamenaga publie une série de romans, dont la première partie du titre (shunshoku) (« couleurs du printemps ») désigne le genre, dont Shunshoku Umegoyomi (1832-33), Shunshoku Tatsumi  no sono (1833-35), Shunshoku Megumi no hana (1838) et Shunshoku Ume mibune (1841). En 1842, les ninjōbon sont provisoirement interdits à l'instigation du gouvernement moraliste du rōjū Mizuno Tadakuni. Tamenaga fait partie des auteurs convoqués pour interrogatoire et condamnés. Cela n'entrave cependant pas la floraison du genre.

## Sources
- The 47 Rônin are Introduced to the World
- Andrew Lawrence Markus: "The willow in autumn: Ryūtei Tanehiko, 1783-1842", Harvard University Asia Center, 1992,  (ISBN 9780674953512), S. 184
- Haruo Shirane: "Early Modern Japanese Literature: An Anthology, 1600-1900", Columbia University Press, 2008,  (ISBN 9780231144155), S. 388 f
- Bruno Lewin (de): "Kleines Lexikon der Japanologie: zur Kulturgeschichte Japans", 3. Auflage Otto Harrassowitz Verlag, 1995,  (ISBN 9783447036689), S. 317-18
- Gilbert Phelps: "A short guide to the world novel: from myth to modernism", Routledge, 1988,  (ISBN 9780415007658), S. 158

## Référence
- (de) Cet article est partiellement ou en totalité issu de l’article de Wikipédia en allemand intitulé « Tamenaga Shunsui » (voir la liste des auteurs).